# Eorpwald af East Anglia
Eorpwald; også stavet Erpenwald og Earpwald, var en konge af Kongeriget East Anglia, der regerede fra ca. 624 til ca. 627 eller 632. Han overtog tronen fra sin far, Rædwald, og han var medlem af dybastiet Wuffingas, der har navn efter den semi-historiske person sagnkongen Wuffa.
Der vides ikke meget om Eorpwalds korte liv og regeringstid, da der ikke er bevaret mange historiske kilder om East Anglia. Den primære kilde til Eorpwald er Ecclesiastical History of the English People, der blev nedskrevet af Beda i 700-tallet. Kort efter han blev konge lærte Eorpwald om kristendommen og han blev døbt i 627 eller 632. Kort efter sin omvendelse blev han dræbt af Ricberht, en hedensk adelsmand, der muligvis efterfulgte ham på tronen og herskede i 3 år. Motivet for mordet på Eorpwald var sandsynligvis både politisk og religiøst. Han er den første engelske konge, som døde som konsekvens af sin kristne tro, og han blev efterfølgende blev han helgenkåret som martyr.
I 1939 blev der fundes en skibsbegravelse i en gravhøj ved Sutton Hoo, i Suffolk. Selvom de fleste forskere mener at Rædwald var personen i skibet, er det også muligt, at det var Eorpwald. Alternativt kan han også have fået sin egen skibsbegravelse i nærheden.